# Les Filles électriques (bande dessinée)
Ne doit pas être confondu avec Les Filles électriques.
Les Filles électriques est un album de bande dessinée humoristique du Suisse francophone Zep publié en 1997 par Dupuis dans sa collection « humour libre ». Il s'agit d'un recueil de gags en une planche consacrés à l'adolescence. L'album a été réédité par Delcourt en 2010 sous le titre Happy Girls.

## Synopsis
A travers différents gags d'une page, le jeune Robert, adolescent naïf et maladroit, tente de séduire les filles. Mais le succès n'est pas au rendez-vous.

## Personnages
- Robert : personnage principal de l'histoire. Robert est un garçon romantique, naïf et maladroit. Il tente régulièrement de séduire les filles de son lycée, toujours avec des résultats désastreux, sans se décourager pour autant. Les "Filles électriques" sont aussi des femmes proches de lui (comme sa grand-mère) ou des inconnues sur lesquelles il fantasme.
- Gégé : petit blond à lunettes. C'est le meilleur ami de Robert, avec qui il partage ses romances et ses échecs.
- Olivier : ami de Robert. Il se distingue par sa coiffure des années 1980 et son menton proéminent. Son expression favorite est "la chienne" lorsqu'il voit une femme nue ou que Robert se fait avoir par une fille. Il est très généreux, n'hésitant pas à proposer à Robert de sortir avec une fille présente sur un poster et à lui prêter son appareil-photo. Olivier est célibataire. C'est un personnage récurrent des bande dessinées de Zep, apparaissant aussi dans "L'enfer des concerts" et "Découpé en tranche".  Il est aussi fan de Brad Pitt (dans L'enfer des concerts).
- Serge : grand séducteur et ami de Robert. Contrairement à ce dernier, il est très à l'aise avec la gent féminine et multiplie les conquêtes.